# Pape Matar Sarr
Pape Matar Sarr, född 14 september 2002, är en senegalesisk fotbollsspelare som spelar för Tottenham Hotspur.

## Klubbkarriär
Sarr spelade som ung för Walidane i Thiès, men gick som 14-åring till Génération Foot. Den 15 september 2020 värvades Sarr av samarbetsklubben Metz, där han skrev på ett femårskontrakt. Sarr debuterade i Ligue 1 den 29 november 2020 i en 2–0-förlust mot Brest, där han blev inbytt i den 55:e minuten mot Mamadou Fofana. Under säsongen 2020/2021 spelade Sarr sammanlagt 25 tävlingsmatcher och gjorde fyra mål för Metz samt en match för reservlaget i Championnat National 2.
Den 27 augusti 2021 värvades Sarr av Tottenham Hotspur, men lånades direkt tillbaka till Metz till slutet av säsongen 2021/2022.

## Landslagskarriär
Sarr spelade tre matcher för Senegals U17-landslag vid Afrikanska U17-mästerskapet 2019. Senegal kvalificerande sig för U17-världsmästerskapet 2019 efter att Guinea diskvalificerats på grund av manipulering av spelarnas åldrar. Sarr gjorde tre mål och två assist på tre matcher under U17-VM och hjälpte Senegal till åttondelsfinal, där de blev utslagna av Spanien.
Sarr debuterade för Senegals landslag den 26 mars 2021 i en 0–0-match mot Kongo-Brazzaville i kvalet till Afrikanska mästerskapet 2021.

## Privatliv
Sarr är kusin till Sidy Sarr som också representerat Senegals fotbollslandslag.